# Région Pays de la Loire Tour féminin
 (décembre 2024).
Si vous disposez d'ouvrages ou d'articles de référence ou si vous connaissez des sites web de qualité traitant du thème abordé ici, merci de compléter l'article en donnant les références utiles à sa vérifiabilité et en les liant à la section « Notes et références ».
Cet article concerne la course féminine. Pour la course masculine, voir Région Pays de la Loire Tour.
Le Région Pays de la Loire Tour féminin est une course cycliste féminine d'un jour disputée en France. Créé en 2024, il fait partie du calendrier de l'Union cycliste internationale en catégorie 1.2. 
Une course masculine se déroule également depuis 2023, mais sous forme de course par étapes. La course féminine se déroule sur une seule journée pendant la course masculine dans la région Pays de la Loire.

## Palmarès
| Année | Vainqueur         | Deuxième         | Troisième          |
| ----- | ----------------- | ---------------- | ------------------ |
| 2024  | Michaela Drummond | Victorie Guilman | Lucinda Stewart    |
| 2025  | Anneke Dijkstra   | Anne Knijnenburg | Karolina Perekitko |